# 120-мм орудие 2Б16
2Б16 «Нона-К» — советское буксируемое артиллерийское орудие. 
Разработано в специальном конструкторском бюро (СКБ) Завода имени Ленина в городе Пермь.

## История создания
Буксируемое орудие 2Б16 «Нона-К» разработано с учётом опыта боевых действий Сухопутных войск СССР в Афганистане. В 1986 году орудие было принято на вооружение.

## Описание конструкции
2Б16 на учении 138-й гв. омсбр 4 февраля 2020 года.
Орудие 2Б16 является буксируемым вариантом орудия 2А51, устанавливаемого на самоходное артиллерийское орудие 2С9 «Нона-С», и сохраняет все качества и особенности базового орудия. Предназначено для артиллерийских дивизионов десантно-штурмовых бригад.

### Орудие
Благодаря использованию баллистической схемы «Орудие-выстрел», 2Б16 заключает в себе возможности пушки, гаубицы и миномёта. Ствол имеет длину в 24,2 калибра, на стволе имеется дульный тормоз, эффективность которого составляет около 30%. Над стволом размещены противооткатные устройства, состоящие из гидравлического тормоза отката и гидропневматического накатника. Ствол крепится к казённику, в котором размещён клиновой затвор.

### Верхний станок
На верхнем станке размещены орудие и механизмы горизонтального и вертикального наведения. Для защиты расчёта от пуль и осколков на верхнем станке установлен щиток.

### Противооткатные устройства
Противооткатное устройство представляет собой агрегат, который объединяет гидравлический тормоз отката с клапанным регулированием и с переменной длиной отката, тормоз наката с дроссельным регулированием, пневматический накатник.

### Нижний станок и лафет
Нижний станок размещён в двухстанинном лафете. На нижнем станке установлен верхний станок с орудием. Перевод орудия в боевое положение осуществляется автоматическим раздвижением станин. В походное положение станины сводятся с помощью лебёдки.

### Применяемые боеприпасы
Как и орудие 2А51, орудие 2Б16 способно вести огонь широкой номенклатурой боеприпасов — всеми типами 120-мм мин, а также осколочно-фугасными и кумулятивными снарядами с готовыми нарезами. Благодаря снаряжению A-IX-2 по эффективности действия новые 120-мм снаряды близки к поздним 122-мм снарядам Д-30 и приближаются к заметно более тяжёлым 152-мм советским гаубичным гранатам времён Великой Отечественной (хоть и не достигают их).
| Таблица ТТХ выстрелов, используемых орудием 2Б16 |                    |                   |               |                                  |                               |                        |
| Индекс                                           | Тип боеприпаса     | Масса снаряда, кг | Дальность, км | Площадь поражения живой силы, м² | Площадь поражения техники, м² | Бронепробиваемость, мм |
| 3ВО32                                            | кассетный с КОБЭ   | 23,3              | 0,2..8,0      | 2800                             | —                             | 100                    |
| 3ВОФ54                                           | ОФС                | 19,8              | 0,1..8,8      | 2200                             | 2100                          | —                      |
| 3ВОФ54-1                                         | ОФС                | 19,8              | 0,1..8,8      | 4400..6600                       | 2100                          | —                      |
| 3ВОФ55                                           | ОФ АРС             | 19,8              | 0,7..12,8     | 1800                             | 1700                          | —                      |
| 3ВОФ55-1                                         | ОФ АРС             | 19,8              | 0,7..12,8     | 3600..5400                       | 3400..5100                    | —                      |
| 3ВБК14                                           | кумулятивный       | 13,1              | 0,04..1,0     | —                                | —                             | 600                    |
| 3ВОФ112                                          | ОФС                | 25                | 9..12         |                                  |                               |                        |
| КМ-8 «Грань»                                     | ОФМ                | 27                | 1,5..9        |                                  |                               |                        |
| 3ВОФ79                                           | ОФМ                | 16                | 7,1           | 1500                             | 200                           | —                      |
| 53-ВОФ-843Б                                      | ОФМ                | 16                | 0,45..5,7     | 1500                             | 200                           | —                      |
| 3ВОФ68                                           | ОФМ                | 16,1              | 7,247         | 2250                             | 1200                          | —                      |
| 3ВОФ53                                           | ОФМ                | 16,1              | 0,45..5,7     | 2250                             | 1200                          | —                      |
| 3ВОФ69                                           | ОФМ                | 16,1              | 7,0           | 1700                             | 700                           | —                      |
| 3ВОФ57                                           | ОФМ                | 16,1              | 0,45..5,6     | 1700                             | 700                           | —                      |
| 3В34                                             | зажигательная мина | 16,3              | 0,45..5,7     | —                                | —                             | —                      |
| 3ВС24                                            | Осветительная мина | 16,3              | 1,0..5,4      | —                                | —                             | —                      |
| 53-ВД-543                                        | Дымовая мина       | 16,6              | 1,0..5,4      | —                                | —                             | —                      |
| 3ВД17                                            | Дымо-курящая мина  | 16,1              | 6,8           | —                                | —                             | —                      |
| 3ВД16                                            | Дымо-курящая мина  | 16,1              | 1,0..5,4      | —                                | —                             | —                      |

## Операторы
- Россия:
  - Сухопутные войска — 75 единиц 2Б16 на вооружении по состоянию на 2024 год[6]
  - Береговые войска — 24 единицы 2Б16, по состоянию на январь 2016 год[7]
- Украина — две единицы 2Б16, по состоянию на 2016 год[8]

## Боевое применение
- Вторая чеченская война — применялись в составе 414-го отдельного гвардейского батальона Морской Пехоты[9].
- Миссией ОБСЕ системы 2Б16 фиксировались в зоне вооружённого конфликта на востоке Украины на территории, контролируемой войсками ЛНР и ДНР. Так, 3 февраля 2015 года миссия зафиксировала в 35 км юго-восточнее Луганска колонну грузовиков, буксировавших данные орудия[10], 1 марта 2015 года были зафиксированы четыре «120-мм гаубицы», буксируемые военными грузовиками в 31 км юго-восточнее Луганска[11].